# 208 a.C.

## Eventos
- Marco Cláudio Marcelo, pela quinta vez, e Tito Quíncio Peno Capitolino Crispino, cônsules romanos.
- Tito Mânlio Torquato nomeado ditador e escolhe Caio Servílio Gêmino como seu mestre da cavalaria.
- Décimo-primeiro ano da Segunda Guerra Púnica:
  - Batalha de Bécula - Cipião Africano, no comando das tropas romanas na Hispânia, derrotou os cartagineses comandados por Asdrúbal Barca.
  - Numa escaramuça perto de Venosa, as tropas de Aníbal emboscam e matam os dois cônsules romanos, Marco Cláudio Marcelo e Tito Quíncio Peno Capitolino Crispino.
  - Sétimo ano da Primeira Guerra Macedônica.
- 143a olimpíada; Heráclito de Samos, vencedor do estádio.[1]

## Mortes
- Li Si, filósofo chinês (n. 280 a.C.) [carece de fontes?]
- Marco Cláudio Marcelo, um general e cônsul da República Romana